# Carlos Alberto Aguilera
Carlos Alberto Aguilera Nova (Montevidéu, 21 de setembro de 1964) é um ex-futebolista uruguaio que atuava como atacante.

## Carreira
Começou a jogar profissionalmente pelo clube River Plate do Uruguai em 1980, jogou em vários clubes porém se destacou mais pelo Genoa onde jogou três temporadas. Encerrou a carreira em 1999 quando defendia o Peñarol.
Carlos Alberto Aguilera fez parte do elenco da Seleção Uruguaia de Futebol da Copa do Mundo de 1986 e 1990.

## Títulos
Club Nacional de Football:
Primera División Profesional de Uruguay: 1983
Libertadores: 1980
Copa Artigas: 1982
Club Atlético Peñarol:
Primera División Profesional de Uruguay: 1994 , 1995 , 1996 , 1997 , 1999
Copa Artigas: 1988, 1994, 1997
Torino Football Club:
Coppa Italia: 1992-1993
Seleção Uruguaia de Futebol:
Copa América: 1983